# Ramularia lactea
Ramularia lactea  (synoniem: Ramularia violae) is een schimmel behorend tot de familie Mycosphaerellaceae. Hij veroorzaakt bladvlakken op planten uit de viooltjesfamilie.

## Kenmmerken
De conidia staan in ketens. De sporen zijn 0-1 septaat en meten 2-8 × 5-25 µm.

## Waardplanten
Hij is bekend van de volgende waardplanten:
- Viola alba
- Viola calcarata
- Viola canina
- Viola collina
- Viola dacica
- Viola declinata
- Viola hirta
- Viola jooi
- Viola mirabilis
- Viola odorata
- Viola palustris
- Viola reichenbachiana
- Viola rivinian
- Viola rupestris
- Viola stagnina
- Viola suavis